# 贡德勒维尔 (卢瓦雷省)
贡德勒维尔（法語：Gondreville，法語發音：[ɡɔ̃dʁəvil]）是法国卢瓦雷省的一个市镇，位于该省东北部，属于蒙塔日区。

## 地理
贡德勒维尔（48°3'3"N, 2°39'17"E）面积8.07 平方千米，位于法国中央-卢瓦尔河谷大区卢瓦雷省，该省份为法国中北部省份，北起埃松省，西北接厄尔-卢瓦省，西南接卢瓦-谢尔省，南至涅夫勒省和谢尔省，东临约讷省，东北接塞纳-马恩省。
与贡德勒维尔接壤的市镇（或旧市镇、城区）包括：加蒂奈地区特雷耶、科尔基勒鲁瓦、米涅尔、帕讷、维勒沃克。

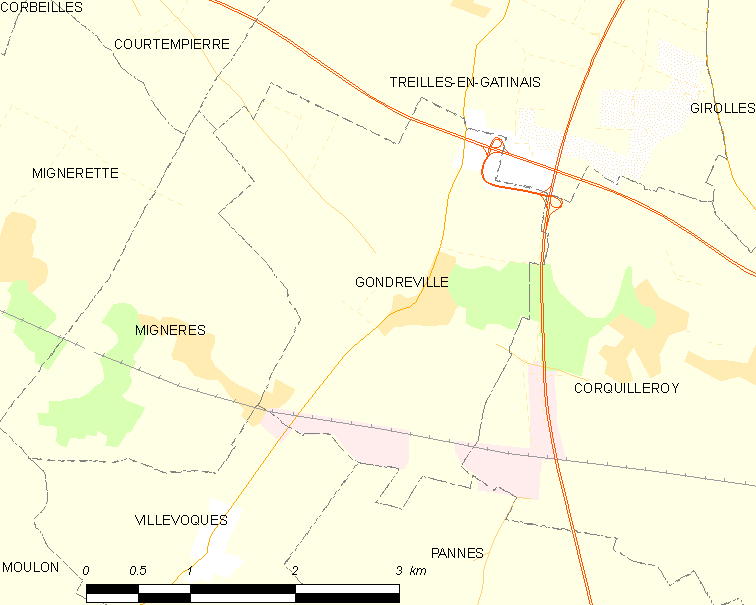
的OSM定位图

贡德勒维尔的时区为UTC+01:00、UTC+02:00（夏令时）。

## 行政
贡德勒维尔的邮政编码为45490，INSEE市镇编码为45158。

## 政治
贡德勒维尔所属的省级选区为库特奈县。

## 人口

1962-2008年间人口变化图示

贡德勒维尔于2022年1月1日时的人口数量为329人。